# Eva-Ingeborg Scholz

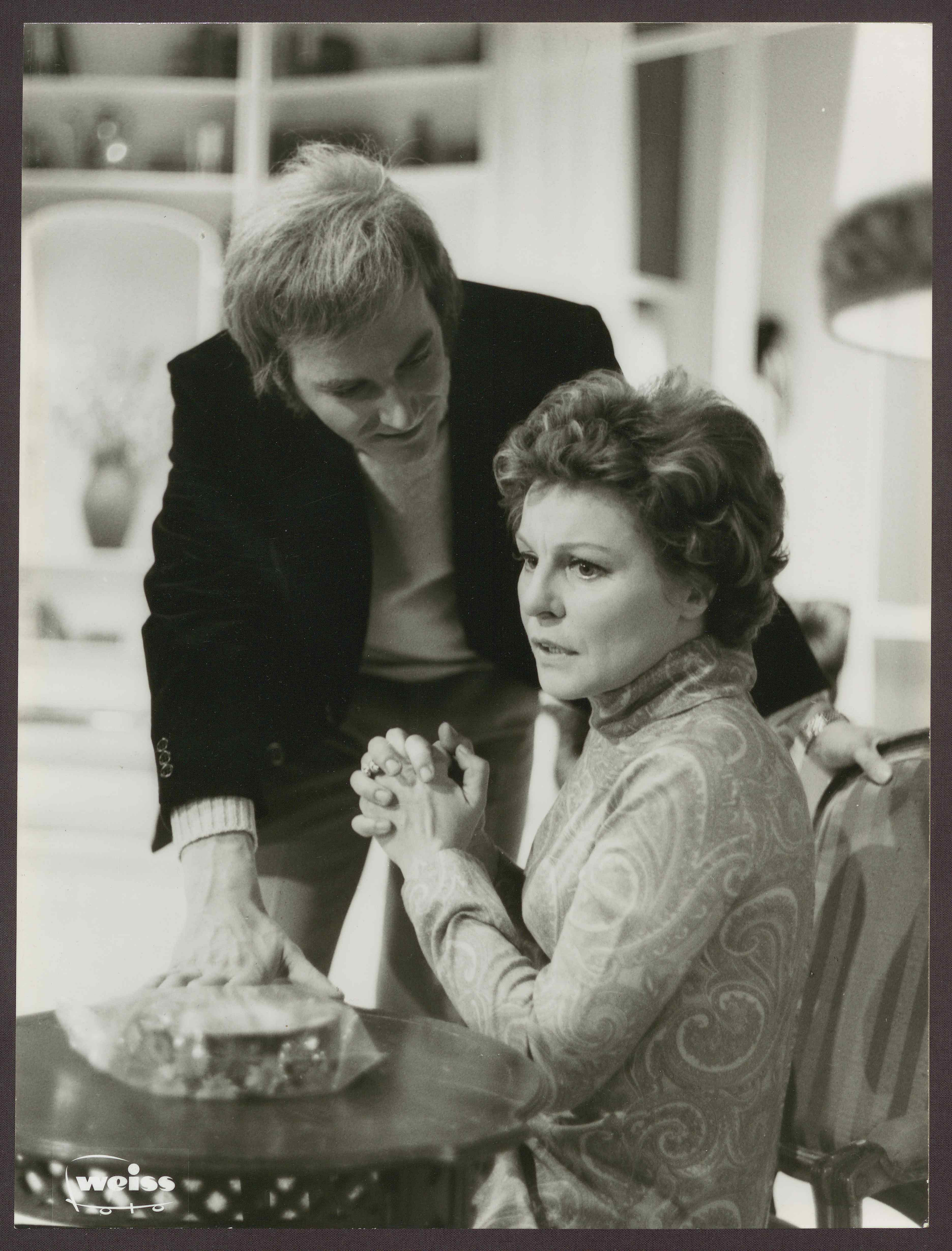
Eva-Ingeborg Scholz mit Bernd Birkhahn in der Komödie Vierzig Karat von Pierre Barillet und Jean-Pierre Gredy am Badischen Staatstheater Karlsruhe (1971/72)

Eva-Ingeborg Scholz (* 16. Februar 1928 in Berlin; † 21. März 2022 in München) war eine deutsche Schauspielerin und Synchronsprecherin.

## Leben
Scholz besuchte die Max-Reinhardt-Schule für Schauspiel von Hilde Körber und spielte von 1947 bis 1950 am Schlosspark-Theater und am Renaissance-Theater. Von 1950 bis 1953 war sie an der Komödie Berlin engagiert, danach gehörte sie zum Ensemble der Münchner Kammerspiele. Sie spielte 1947 am Renaissance-Theater Sally in Drutens Das Lied der Taube und später an den Kammerspielen Rose in Die tätowierte Rose von Tennessee Williams sowie eine Rolle in Colombe von Jean Anouilh.
Filmisch debütierte sie 1948 als muntere und unsentimentale junge Artistin in 1-2-3 Corona in der Titelrolle und wurde schnell zu einer vielbeschäftigten Filmschauspielerin, allerdings meist in Nebenrollen. In dem Kriegsfilm-Dreiteiler 08/15 spielte sie die Geliebte des von Joachim Fuchsberger dargestellten Soldaten, in der Filmadaption von Des Teufels General das BDM-Mädel Pützchen, in dem Thriller Der Verlorene von und mit Peter Lorre dessen Untermieterin. Seit Beginn der sechziger Jahre war sie auch im Fernsehen zu sehen, wo sie zu einer sehr oft eingesetzten Seriendarstellerin avancierte. Scholz stand bis zum Alter von 90 Jahren vor der Filmkamera und wirkte an insgesamt über 110 Film- und Fernsehproduktionen mit.
Eva-Ingeborg Scholz arbeitete auch als Synchronsprecherin und lieh der Titelfigur des Zeichentrickfilms Cinderella und der Schwester der Alice in Alice im Wunderland ihre Stimme. Sie war vorübergehend mit dem Drehbuchautor Georg Hurdalek sowie mit dem Schauspieler Wilfried Seyferth verheiratet und wohnte und arbeitete zuletzt in Gräfelfing bei München. Sie starb im März 2022 im Alter von 94 Jahren.

## Auszeichnungen
- Deutscher Schauspielpreis 2018 in der Kategorie Starker Auftritt für Tatort: Die Liebe, ein seltsames Spiel

## Filmografie (Auswahl)
- 1947: Kein Platz für Liebe
- 1948: 1-2-3 Corona
- 1948: Die Zeit mit Dir / Ein Vorstadtmädel
- 1949: Das Fräulein und der Vagabund
- 1950: Cinderella
- 1951: Der Verlorene
- 1951: Stips
- 1951: Es geht nicht ohne Gisela
- 1951: Durch Dick und Dünn
- 1951: Die Dubarry
- 1952: Pension Schöller
- 1952: Das Bankett der Schmuggler (Le banquet des fraudeurs)
- 1952: Der fröhliche Weinberg
- 1954: Die Stadt ist voller Geheimnisse
- 1954: 08/15
- 1955: Des Teufels General
- 1955: Ball im Savoy
- 1955: 08/15 Zweiter Teil
- 1955: Banditen der Autobahn
- 1955: Unternehmen Schlafsack
- 1955: Urlaub auf Ehrenwort
- 1955: Alibi
- 1958: Blitzmädels an die Front
- 1958: Das Mädchen vom Moorhof
- 1959: Liebe, Luft und lauter Lügen
- 1960: Es ist soweit (Fernsehserie – Durbridge-Verfilmung)
- 1960: Der Hauptmann von Köpenick (Fernsehfilm)
- 1960: Das große Wunschkonzert
- 1962: Der Mann im Fahrstuhl (Fernsehfilm)
- 1962: Ich kann nicht länger schweigen
- 1962: Annoncentheater – Ein Abendprogramm des deutschen Fernsehens im Jahre 1776 (Fernsehen)
- 1963: Hedda Gabler (Fernsehfilm)
- 1963: Der schwarze Abt
- 1963: Null Uhr Hauptbahnhof (Fernsehserie Die fünfte Kolonne)
- 1964: Emil und die Detektive
- 1965: Libelle bitte kommen (Fernsehserie Die fünfte Kolonne)
- 1965: Die Fahrt nach Straßburg (Fernsehserie Gewagtes Spiel)
- 1967: Verräter (Fernseh-Dreiteiler)
- 1969: Spielst du mit schrägen Vögeln
- 1969: Schrei vor dem Fenster (Fernsehserie Der Kommissar)
- 1969: Eine Frau sucht Liebe
- 1970: Der amerikanische Soldat
- 1971: Ein rätselhafter Mord (Fernsehserie Der Kommissar)
- 1972: Heiß und kalt
- 1972: Fluchtwege (Fernsehserie Der Kommissar)
- 1972: Geliebtes Scheusal (Fernsehen)
- 1973: Tatort: Cherchez la femme oder Die Geister vom Mummelsee (Fernsehreihe)
- 1975: Tristan (Fernsehen)
- 1975: Eine Grenzüberschreitung (Fernsehserie Der Kommissar)
- 1975: Am Rande der Ereignisse (Fernsehserie Der Kommissar)
- 1976: Bernhard Lippert (Fernsehserie Gesucht wird …)
- 1977: Drei sind einer zuviel (Fernsehserie)
- 1978: Auf den Hund gekommen (Fernsehfilm)
- 1978: Der Pelikan (Fernsehserie Der Alte)
- 1979: Egon war der Beste (Episode 51 der Fernsehserie St. Pauli Landungsbrücken)
- 1980: Schönes Weekend, Mr. Bennett (Fernsehen)
- 1980: Dem Mörder eine Kerze (Fernsehserie Derrick)
- 1980: Mord nach Plan (Fernsehserie Der Alte)
- 1980: Achtung Zoll! (Fernsehreihe)
- 1981: Berlin Tunnel 21 (Fernsehfilm)
- 1981: Die Stunde der Mörder (Fernsehserie Derrick)
- 1981: Polizeiinspektion 1 – Urlaubsfreuden
- 1981: Das Zittern der Tenöre (Fernsehreihe Tatort)
- 1982: Ab in den Süden (Fernsehfilm)
- 1982: Unheimliche Geschichten (Fernsehserie, Folge 11) – Der eingemauerte Schrei
- 1982: Nervenkrieg (Fernsehserie Ein Fall für zwei)
- 1982: Doktor Faustus
- 1982: Der Jagerloisl (Fernsehfilm)
- 1983: Sorry (Fernsehfilm)
- 1983: Kontakt bitte … (Fernsehserie)
- 1983: Nordlichter: Geschichten zwischen Watt und Weltstadt (Fernsehserie)
- 1984: Eine andere Frau (Fernsehen)
- 1986: Rette mich, wer kann (Fernsehserie)
- 1986: Verkehrsgericht, Folge 13, Ende einer Probefahrt
- 1987: Die Krimistunde (Fernsehserie, Folge 27, Episode Wort gehalten)
- 1988: Kasse bitte (Fernsehserie)
- 1988: Zucker, Zucker (Fernsehserie Schwarz Rot Gold)
- 1989: Brausepulver – Berta und die Stürmer (Fernsehen)
- 1989: Der Mann im Dunkeln (Fernsehserie Die Männer vom K3)
- 1991: Jolly Joker (Fernsehserie)
- 1992: Zwei Schlitzohren in Antalya (Fernsehserie)
- 1992: Felix und 2x Kuckuck (Fernsehserie)
- 1995: Zwischen Tag und Nacht (Fernsehserie)
- 1995: Der Mond scheint auch für Untermieter (Fernsehserie)
- 1997: Die Apothekerin
- 1997: Rossini – oder die mörderische Frage, wer mit wem schlief
- 1998: Auf gute Nachbarschaft (Fernsehserie Heimatgeschichten)
- 1998: Dornen im Tal der Blumen (Fernsehserie Rosamunde Pilcher)
- 1999: Südsee, eigene Insel
- 1999: Comeback für Freddy Baker (Fernsehfilm)
- 2000: Stimme des Herzens (Fernsehfilm)
- 2001: 1000 Meilen für die Liebe (Fernsehfilm)
- 2002: Wenn nur noch Liebe zählt (Fernsehserie Rosamunde Pilcher)
- 2003: Der Herr der Wüste (Fernsehfilm)
- 2004: Das Bernsteinamulett (Fernsehfilm)
- 2010: SOKO Stuttgart (Fernsehserie, eine Folge)
- 2014: München 7 (Fernsehserie, eine Folge)
- 2016: Willkommen bei den Hartmanns
- 2017: Tatort: Die Liebe, ein seltsames Spiel (Fernsehreihe)
- 2018: Servus Baby (Miniserie, eine Folge)